# داني تورتولرو
داني تورتولرو  (بالإسبانية: Daniel Tortolero) (6 سبتمبر 1981 إيسبلوغاس دي يوبريغات إسبانيا) هو لاعب كرة قدم إسباني يلعب كمدافع. · 

## روابط خارجية
- داني تورتولرو على موقع قاعدة بيانات كرة القدم.إي يو (الإنجليزية)
- داني تورتولرو على موقع Soccerway.com (الإنجليزية)
- داني تورتولرو على موقع AS.com (الإسبانية)